# Überbetriebliche Ausbildung
Unter überbetrieblicher Ausbildung (ÜBA; andere gebräuchliche Bezeichnungen: überbetriebliche Unterweisung (ÜBU), überbetriebliche Lehrlingsunterweisung (ÜLU)) versteht man Ausbildungsteile, die von Auszubildenden aus verschiedenen Betrieben genutzt werden, weil die einzelnen Betriebe diese Ausbildungsteile nicht selbst erbringen können. Die überbetriebliche Ausbildung ist als Teil der betrieblichen Ausbildungsphasen fest im Dualen Ausbildungssystem der deutschen Berufsbildung verankert.
§ 5 des Berufsbildungsgesetzes und § 26 der Handwerksordnung sehen vor, dass „Teile der Berufsausbildung in geeigneten Einrichtungen außerhalb der Ausbildungsstätten durchgeführt werden, wenn und soweit es die Berufsausbildung erfordert“.
Auf Grund der zunehmenden Spezialisierung und des zunehmenden Wettbewerbs in den Betrieben sind diese nicht mehr in der Lage, einem Auszubildenden alle Fertigkeiten und Kenntnisse zu vermitteln, die laut Ausbildungsordnung zu seinem Ausbildungsberuf gehören. Aus diesem Grund haben die Innungen und Kammern überbetriebliche Werkstätten eingerichtet, in denen die Auszubildenden der Mitgliedsbetriebe an berufsspezifischen Lehrgängen teilnehmen.
Die überbetriebliche Ausbildung fördert die Systematisierung der betrieblichen Ausbildung (Systematisierungsfunktion). Sie ergänzt die betriebliche Ausbildung bei spezialisierter Produktions- und Dienstleistungsstruktur (Ergänzungsfunktion) und unterstützt den Transfer neuer Technologien in die kleinen und mittleren Unternehmen (Transferfunktion).
Durch den Einsatz praxisnaher und handlungsorientierter Ausbildungsmethoden erhöht die überbetriebliche Ausbildung die betriebliche Ausbildungsqualität. Die Lehrgänge dauern etwa drei bis vier Wochen im Jahr und umfassen die volle Arbeitszeit. Der Besuch der Berufsschule im Rahmen der dualen Ausbildung ist davon nur bedingt betroffen.
In der Bauwirtschaft ist die überbetriebliche Ausbildung von besonderer Bedeutung. Aufgrund des ständigen Wechsels der Baustellen können hier keine permanenten Lehr- und Lernwerkstätten eingerichtet werden. Aus diesem Grund wurden von der Bauwirtschaft eine Vielzahl überbetrieblicher Ausbildungsstätten eingerichtet, an denen die Auszubildenden in 26 Wochen ihrer Ausbildungszeit unterrichtet werden. Die Ausbildungsordnungen der entsprechenden Berufe schreiben diesen hohen Anteil überbetrieblicher Ausbildung explizit vor.
Ebenfalls eine besondere Bedeutung hat die überbetriebliche Ausbildung im öffentlichen Dienst, vor allem bei der Ausbildung zum Verwaltungsfachangestellten. Hier wird sie in Form von Lehrgängen an Verwaltungsschulen und Studieninstituten, insbesondere zur Vorbereitung auf die Zwischenprüfung und die Abschlussprüfung durchgeführt. 
Die erste überbetriebliche Lehrwerkstätte (mit angeschlossenem Internat) in der Bundesrepublik Deutschland wurde im Jahr 1963 an der Staatlichen Milchwirtschaftlichen Lehr- und Forschungsanstalt des Landes Baden-Württemberg in Wangen im Allgäu eingerichtet.